# Velkopopovický Kozel
Velkopopovický Kozel – piwo typu lager pochodzące z miejscowości Velké Popovice w Czechach. Jest produkowane w różnych jasnych i ciemnych odmianach. Znakiem rozpoznawczym piwa Kozel jest kozioł niosący kufel napełniony piwem.